# Yukuto Omoya
Yukuto Omoya (japanisch 面矢 行斗 Omoya Yukuto; * 29. August 1998 in der Präfektur Osaka) ist ein japanischer Fußballspieler.

## Karriere
Yukuto Omoya erlernte das Fußballspielen in den Jugendmannschaften vom Nagao SC, dem Nishi Nagao FC und Kyōto Sanga, der Schulmannschaft der Tokai University Gyosei High School sowie der Universitätsmannschaft der Tōkai-Universität. Seinen ersten Profivertrag unterschrieb er im Februar 2021 beim Tochigi SC. Der Verein aus Utsunomiya, einer Stadt in der Präfektur Tochigi, spielte in der zweiten japanischen Liga, der J2 League. Sein Profidebüt gab Yukuto Omoya am 28. Februar 2021 im Heimspiel gegen Fagiano Okayama. Hier stand er in der Startelf und spielte die kompletten 90 Minuten. Bis Ende Mai absolvierte er 24 Zweitligaspiele für Okayama. Am 25. Mai 2022 wechselte er bis Saisonende auf Leihbasis zum Drittligisten SC Sagamihara. Für den Klub aus Sagamihara bestritt er sieben Drittligaspiele. Nach der Ausleihe kehrte er zu Tochigi zurück.